# Cytiva
Cytiva ist ein Unternehmen aus den Vereinigten Staaten mit Firmensitz in Marlborough, Massachusetts.
Cytiva entstand am 31. März 2020 durch die Übernahme von GE Healthcare Life Sciences durch Danaher. GE Healthcare Life Sciences wiederum entstand 2004 durch die Übernahme der Firma Amersham Biosciences durch GE. Wenige Jahre zuvor hatte Amersham das schwedische Unternehmen Pharmacia übernommen.
Im Januar 2023 wurde Cytiva mit dem von der Pall Corporation, die seit 2015 ebenfalls zu Danaher gehört, abgetrennten Geschäftsbereich Life Science vereint.
Deutschen Standorte sind unter anderem die Cytiva Germany GmbH in Dreieich, die Cytiva Europe GmbH in Freiburg und München, GoSilico in Karlsruhe, die Global Life Sciences Solutions Germany GmbH in Dassel und die Cevec Pharmaceuticals GmbH in Köln.
Das vereinte Produktportfolio umfasst unter anderem:
- Maschinen zur aseptischen Abfüllung von Wirkstofflösungen
- Bioprozessfiltration
- Zellkultur- und Fermentationsprozesse
- Zelltherapielösungen
- Chromatographieprodukte
- Laborfiltration
- Flüssigkeitsvorbereitung und -management
- Medizinische Produkte
- Molekulare Diagnostik und Immundiagnostik
- Oligonukleotidsynthese
- Geräte und Zubehör für die Proteinanalyse